# Cuir bouilli

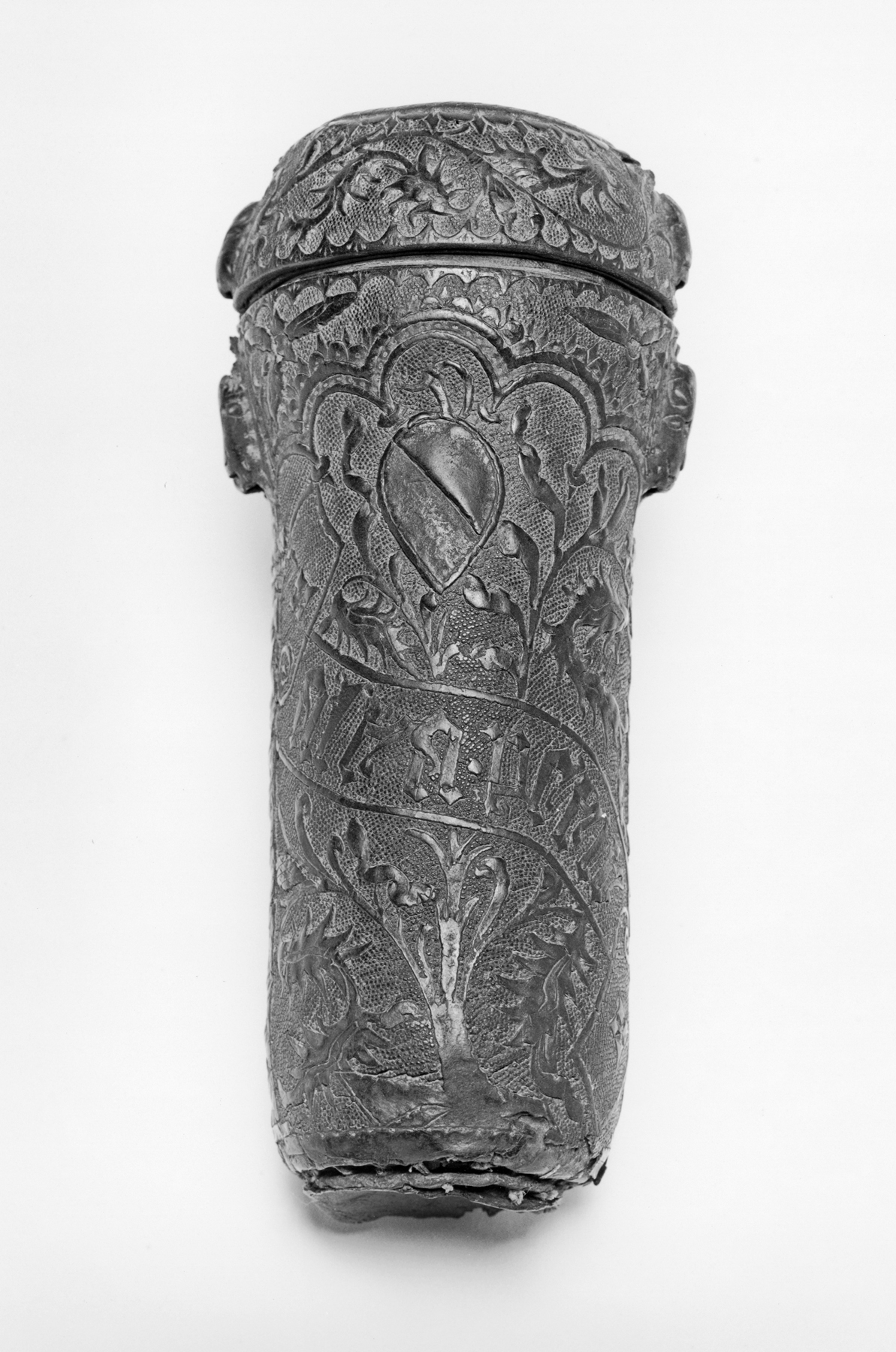
Plumier italien en cuir bouilli, vers 1500.

Le cuir bouilli est un matériau largement utilisé durant l'Histoire. Il se compose de cuir épais, cuit à l'eau. L'ébullition permet au cuir d'être plus dur mais plus cassant. Le cuir bouilli peut être façonné en lamelles et des écailles peuvent y être fixées, pour confectionner des vêtements de protection par exemple, le cuir restant souple pour une courte période après l'ébullition. Le cuir bouilli a également été employé pour relier des livres ou fabriquer des gourdes et bouteilles.
La faible résistance aux chocs du matériau ainsi obtenu tend à montrer que les armures antiques et médiévales dites en « cuir bouilli » étaient réalisées suivant une autre technique. Diverses formules anciennes permettent de comprendre que le « cuirbolli » des armures était obtenu par immersion du cuir dans des mélanges à base de cire d'abeille fondue (d'où l'analogie avec l'ébullition dans « cuirbolli ») et divers adjuvants d'origine végétale (résines) et ou animale (collagène), voire des durcisseurs chimiques d'origine minérale (divers sels et oxydes). La cire liquide modifiée pénètre le cuir en le renforçant de manière conséquente de telle manière qu'en refroidissant, sa résistance aux impacts est substantiellement accrue et peut ainsi résister à des tirs de flèches jusqu'à un certain point. Des amateurs et spécialistes de la reconstitution historique ont tenté d'appliquer diverses méthodes pour obtenir du cuir renforcé. Toutefois, ces techniques sont tombées en désuétude à la fin du XVIIe siècle, les armes à feu ayant rendu obsolète ce type d'armure.